# توم بيشوف
توم بيشوف (مواليد 28 يونيو 2005) هو لاعب كرة قدم ألماني يلعب في مركز خط الوسط في نادي بايرن ميونخ.

## روابط خارجية
- توم بيشوف على موقع قاعدة بيانات كرة القدم.إي يو (الإنجليزية)
- توم بيشوف على موقع Soccerway.com (الإنجليزية)
- توم بيشوف على موقع عالم كرة القدم.نت (الإنجليزية)